# Click (película)
Click (titulada: Click: Perdiendo el control en Hispanoamérica) es una película de comedia dramática y ciencia ficción estrenada en el año 2006, dirigida por Frank Coraci y protagonizada por Adam Sandler, Kate Beckinsale y Christopher Walken. Fue producida por Columbia Pictures y la trama sigue a Michael Newman, un arquitecto con exceso de trabajo que descuida a su familia cuando adquiere un misterioso mando universal de Morty que le permite controlar la realidad.
La película recibió una nominación al Óscar de 2006 en la categoría mejor maquillaje para Kazuhiro Tsuji y Bill Corso. Tras su lanzamiento, recibió críticas mixtas.

## Argumento
Michael Newman es un arquitecto que sufre el acoso constante de su prepotente jefe, John Ammer, y que a menudo prefiere el trabajo a su mujer, Donna, y a sus dos hijos, Ben y Samantha. Una noche, Michael visita la tienda Bed Bath & Beyond para comprar un control remoto universal. Da vueltas por los distintos departamentos antes de quedarse dormido. Al despertarse, acepta un control gratuito de un hombre llamado Morty, que le advierte de que nunca podrá devolverlo.
Michael se entera de que el mando puede utilizarse para controlar la realidad como si fuera un televisor. Lo utiliza en su trabajo, para hacer travesuras alegres y para adelantar enfermedades pasadas. Morty le dice a Michael que durante esos momentos, su cuerpo está en "piloto automático", realizando los movimientos de la vida cotidiana mientras su mente salta hacia delante.
Pensando que Ammer lo ha ascendido a socio, Michael compra bicicletas para sus hijos y un bolso Kate Spade para Donna. Sin embargo, Ammer le dice que aún no le han ascendido y que, por tanto, no puede permitirse los regalos y tiene que devolverlos. Decepcionado por haber disgustado a su familia, Michael utiliza el control para adelantarse a su ascenso, perdiéndose así un año de su vida. Durante este tiempo, Donna y él han acudido a terapia matrimonial, sus hijos han madurado y el perro de la familia ha muerto. El mando, que ha aprendido sus preferencias, empieza a saltar en el tiempo automáticamente. Cada vez que Michael intenta tirar, entregar, romper o destruir el mando, éste reaparece. Más tarde le dice a Morty que lo devuelva a donde pertenece, pero Morty no quiere aceptarlo porque no es retornable.
En el trabajo, Ammer le dice a Michael que ya no es el director general de este lugar, lo que convertiría a Michael en el nuevo jefe de la División Internacional y que, con el tiempo, Michael podría ser el nuevo director general a partir de ahora. Esto hace que el control remoto avance inmediatamente diez años hacia el futuro, donde Michael es extremadamente rico, pero obeso mórbido, y vive solo en un apartamento de lujo. Vuelve a casa y descubre que Ben -ahora con sobrepeso como él- y Samantha se han convertido en adolescentes malhumorados, y que Donna se ha divorciado de él y se ha vuelto a casar con Bill, el antiguo entrenador de natación de la infancia de Ben. Cuando discute con ellos, el nuevo perro de la familia salta sobre Michael y lo deja en coma. Seis años más tarde, Michael despierta, ya no obeso por haberse sometido a una liposucción para salvar su vida como parte de su tratamiento contra el cáncer y su posterior ataque al corazón. Ben, ya adulto, es ahora socio del bufete y también está delgado tras haber hecho ejercicio con Bill.
Michael se entera de que su padre, Ted, ha muerto de viejo. Morty reaparece mientras Michael lo llora. Michael usa el control remoto para ver cuándo fue la última vez que vio a Ted, que es una ocasión en que Michael rechazó fríamente la oferta de Ted de llevarlos a él y a Ben a cenar. En la tumba de Ted, Morty aparece y le revela a Michael que es el Ángel de la Muerte. Dominado por la culpa y la vergüenza, Michael pide ir a un "buen lugar", tras lo cual el mando a distancia lo adelanta varios años en el futuro, hasta la boda de Ben. Oye a Samantha referirse a Bill como papá, lo que le provoca un segundo ataque al corazón. Más tarde, esa misma noche, se despierta en el hospital y encuentra allí a su familia, incluida Samantha, que aclara que considera a Bill y a Michael como sus padres. Ben revela que se saltó su luna de miel para ayudar a arreglar los problemas de la empresa antes de que una enfermera despida a todos. Temeroso de que Ben cometa los mismos errores que él, Michael reúne las últimas fuerzas para seguirles a él y a Samantha fuera del hospital, pero se desploma y muere, no sin antes decirle a Ben que anteponga a su mujer al trabajo y asegurar a su familia que aún les quiere. 
Michael vuelve a despertar en Bed Bath & Beyond y descubre que estaba soñando, pero lo ve como una señal de que necesita hacer cambios en su vida. Se abraza a su familia y promete pasar más tiempo con ellos. Encuentra el mando en la encimera junto con una nota de Morty, que le revela que le ha dado una segunda oportunidad porque "Los chicos buenos necesitan un descanso". Michael tira el mando a la basura y, para su sorpresa, no vuelve a aparecer. Entonces se une a su familia en una pelea de almohadas.

## Reparto
- Adam Sandler - Michael Newman.
- Kate Beckinsale - Donna Newman, esposa de Michael.
- Christopher Walken - Morty.
- David Hasselhoff - John Ammer, jefe de Michael.
- Joseph Castanon - Benjamin "Ben" Newman, hijo de Michael y Donna.
  - Jonah Hill - Ben adolescente.
  - Jake Hoffman - Ben adulto.
- Tatum McCann - Samantha Newman, hija de Michael y Donna.
  - Lorraine Nicholson - Samantha adolescente.
  - Katie Cassidy - Samantha adulta.
- Henry Winkler - Theodore "Ted" K. Newman, padre de Michael.
- Julie Kavner - Trudy Newman, madre de Michael.
- Sean Astin - Bill, entrenador de natación de Ben y nuevo marido de Donna en el futuro.
- Jennifer Coolidge - Janine, amiga de Donna.
- Rachel Dratch - Alice / Alan, secretaria de Michael.
- Jana Kramer - Julie Newman, esposa de Ben en el futuro.
- James Earl Jones - Voz en off del mando.
- Sophie Monk - Stacy
- Cameron Monaghan - Kevin O'Doyle, vecino de los Newman.
- Carolyn Hennesy - Kathy O'Doyle, madre de Kevin.
- Sid Ganis - Dr. Bergman.
- Rob Schneider - Príncipe Habeeboo.
- Nick Swardson - Empleado de Bed Bath & Beyond.
- Michelle Lombardo - Linda.
- Emilio Cast - Michael niño.
- Dolores O'Riordan - Cantante en la escena del casamiento del hijo de Adam Sandler, cantando la canción "Linger" de The Cranberries, que es la cantante real de la banda irlandesa de rock.
- Terry Crews - Es el ejecutivo que canta en un automóvil en la autopista (cameo sin acreditar).

## Doblaje
| Personaje                                 | Actor original Estados Unidos | Actor de doblaje España | Actor de doblaje Hispanoamérica |
| ----------------------------------------- | ----------------------------- | ----------------------- | ------------------------------- |
| Michael Newman                            | Adam Sandler                  | José Posada             | Gerardo García                  |
| Donna Newman                              | Kate Beckinsale               | Mar Bordallo            | Erica Edwards                   |
| Morty                                     | Christopher Walken            | Manolo García           | Jorge Santos                    |
| John Ammer                                | David Hasselhoff              | Juan Carlos Gustems     | Alejandro Vargas Lugo           |
| Ted Newman                                | Henry Winkler                 | Salvador Vives          | Bardo Miranda                   |
| Trudy Newman                              | Julie Kavner                  | Juana Beuter            | Adriana Casas                   |
| Ben Newman                                | Joseph Castanon               | Kai Stronik             | Manuel Díaz                     |
| Ben adolescente                           | Jonah Hill                    | Roger Isasi-Isasmendi   | Aldo Lugo                       |
| Ben adulto                                | Jake Hoffman                  | Roger Isasi-Isasmendi   | Aldo Lugo                       |
| Samantha Newman                           | Tatum McCann                  | Kaori Mutsuda           | Melissa "Meli G" Gedeón         |
| Samantha adolescente                      | Lorraine Nicholson            | Marta Barbará           | Xóchitl Ugarte                  |
| Samantha adulta                           | Katie Cassidy                 | Marta Barbará           | Xóchitl Ugarte                  |
| Bill                                      | Sean Astin                    | Roger Pera              | Jorge García                    |
| Julie Newman                              | Jana Kramer                   | Berta Cortés            | ?                               |
| Empleado de Bed, Bath & Beyond            | Nick Swardson                 | Albert Trifol Segarra   | Ricardo Bautista                |
| Janine                                    | Jennifer Coolidge             | María Jesús Lleonart    | Diana Pérez                     |
| Kevin O'Doyle                             | Cameron Monaghan              | Paul Poch               | Carlos Ramos                    |
| Kathy O'Doyle                             | Carolyn Hennesy               | Marta Dualde            | ?                               |
| Él mismo / Narrador del pasado de Michael | James Earl Jones              | Constantino Romero      | Rubén Moya                      |

### Voces adicionales
| Personaje                                        | Actor de doblaje Hispanoamérica |
| ------------------------------------------------ | ------------------------------- |
| Max (archivo)                                    | ¿?                              |
| Ord el dragón (archivo)                          | ¿?                              |
| Terapeuta                                        | Alejandro Mayén                 |
| Niño en la alberca                               | Gergei Mayén                    |
| Chico en la fiesta                               | Gergei Mayén                    |
| Salvavidas                                       | Gabriel Ortiz                   |
| Chico aventando bengalas                         | Gabriel Ortiz                   |
| Voz en la fiesta                                 | Gabriel Ortiz                   |
| Anunciador en fiesta de boda de Ben en el futuro | Noé Velázquez                   |
| Enfermero                                        | Jorge Badillo                   |
| Ejecutivo japonés                                | Ernesto Lezama                  |
| Ejecutivos                                       | Roberto Mendiola                |
| Ejecutivos                                       | Noé Velázquez                   |
| Ejecutivos                                       | César Garduza                   |
| Voz en el teléfono                               | Gabriela Gómez                  |

## Banda sonora
1. The Cars - "Magic"
2. The Kinks - "Do It Again"
3. The Offspring - "Come Out and Play"
4. Gwen Stefani - "Cool"
5. Carole King - "I Feel the Earth Move"
6. Irving Gordon - "Be Anything (but Be Mine)"
7. Parliament - "Give Up the Funk (Tear the Roof off the Sucker)
8. Boots Randolph - "Yakety Sax"
9. Walter Wanderley - "Summer Samba"
10. Peter Frampton - "Show Me the Way"
11. Captain & Tennille - "Love Will Keep Us Together"
12. Toto - "Hold the Line"
13. T. Rex - "20th Century Boy"
14. Tears for Fears - "Everybody Wants to Rule the World"
15. Nazareth - "Love Hurts"
16. The Andrea True Connection - "More, More, More"
17. Loverboy - "Working for the Weekend"
18. The Cranberries - "Linger"
19. Frank Sinatra - "I'm Gonna Live Till I Die"
20. The Strokes - "Someday"
21. Ric Ocasek - "Feelings Got to Stay"
22. Jimmy Van Heusen - "Call Me Irresponsible"
23. U2 - "Ultraviolet (Light My Way)"
24. Air Supply - "Making Love Out of Nothing at All"
25. New Radicals - "You Get What You Give"
26. Ric Ocasek - "Everybody”

## Premios y nominaciones

### Premios Óscar
| Año  | Categoría        | Candidatos                | Resultado |
| ---- | ---------------- | ------------------------- | --------- |
| 2006 | Mejor maquillaje | Kazuhiro Tsuji Bill Corso | Nominados |

### People's Choice Awards
| Año  | Categoría     | Resultado |
| ---- | ------------- | --------- |
| 2006 | Mejor comedia | Ganadora  |

### Kids Choice Awards
| Año  | Categoría         | Candidato         | Resultado |
| ---- | ----------------- | ----------------- | --------- |
| 2007 | Película favorita | Película favorita | Nominada  |
| 2007 | Actor favorito    | Adam Sandler      | Ganador   |

### Teen Choice Awards
| Año  | Categoría                          | Candidato                    | Resultado |
| ---- | ---------------------------------- | ---------------------------- | --------- |
| 2007 | Mejor película de comedia          | Mejor película de comedia    | Nominada  |
| 2007 | Mejor actor en película de comedia | Adam Sandler                 | Nominado  |
| 2007 | Mejor química                      | Adam Sandler Kate Beckinsale | Nominados |
| 2007 | Mejor ataque de ira                | Adam Sandler                 | Nominado  |

### MTV Movie Awards
| Año  | Categoría              | Candidato    | Resultado |
| ---- | ---------------------- | ------------ | --------- |
| 2007 | Mejor actuación cómica | Adam Sandler | Nominado  |

### Young Artist Awards
| Año  | Categoría                                           | Candidato                                   | Resultado |
| ---- | --------------------------------------------------- | ------------------------------------------- | --------- |
| 2007 | Mejor película familiar - Comedia o musical         | Mejor película familiar - Comedia o musical | Nominada  |
| 2007 | Mejor actuación - Mejor actriz de diez años o menos | Tatum McCann                                | Nominada  |